# Louis Compain
Louis Compain (Toury, 14 aprile 1733 – dopo 1790) è stato un cantante e attore francese.

## Biografia
È particolarmente noto per essere stato condirettore del Théâtre de la Monnaie di Bruxelles dal 1772 al 1776, dove aveva debuttato come cantante d'opera nel 1757. Recitò nella compagnia di Du Londel in Svezia, a Marsiglia (1759), a Bordeaux (1760), a L'Aia (1768), a Metz (1778), a Tolosa (1779), a Nîmes (1786) e a Nantes (1790).